# Бачко, Бронислав
Бронислав Бачко (пол. Bronisław Baczko; 12 июня 1924, Варшава, Польша — 29 августа 2016) — польский и французский историк, философ, переводчик. Специалист по исследованиям коллективной памяти, истории утопической мысли, истории Французской революции.

## Биография
Профессор Варшавского университета, Института философии и социологии Польской академии наук. В 1941-1944 проживал в СССР. В 1940—1950-е годы — один из главных идеологов социалистического режима в Польше. Боролся с немарксистскими взглядами Т. Котарбинского и др. В 1960-е годы, как и Лешек Колаковский, близок к Варшавской школе истории идей, испытал влияние экзистенциализма. Выпустил антологию переводов из философии французского Просвещения (1961), монографию о Руссо (1964). Преподавал, среди его учеников — Ежи Шацкий и др.
Как пишет Вера Мильчина, он "в первые послевоенные годы член ПОРП и убежденный марксист, затем пересмотревший свои взгляды, обвиненный властями коммунистической Польши в «ревизионизме и сионизме» и получивший возможность продолжать работу только в эмиграции".
В 1969 году был вынужден эмигрировать. С 1974 года — профессор Женевского университета, с 1989 года — почётный профессор.

## Признание
Почётный доктор Страсбургского (1981) и Турского (1999) университетов. Лауреат премии г. Женева (1999). Книги и статьи Бачко переведены на ряд европейских языков.

## Избранные труды
- Rousseau, samotność i wspólnota (1964)
- Człowiek i światopoglądy (1965)
- Lumières de l’utopie (1978)
- Les imaginaires sociaux: mémoires et espoirs collectifs (1984)
- Comment sortir de la Terreur: Thermidor et la Révolution (1989)
- Job, mon ami: promesses du bonheur et fatalité du mal (1997)
- Politiques de la Révolution française (2008)

## Публикации на русском языке
- Как выйти из Террора? Термидор и революция. Архивная копия от 4 марта 2016 на Wayback Machine — М.: Новое издательство; Baltrus, 2006.